# Mahmud II.
Mahmud II. (osmanskoturško محمود ثانى‎, latinizirano: Mahmud-u s̠ānī, turško İkinci Mahmut) je bil 30. sultan Osmanskega cesarstva, ki je vladal od lea 1808 do svoje smrti leta 1839, * 20. julij 1785, Palača Topkapi, Istanbul, Osmansko cesarstvo (zdaj Turčija), † 1. julij 1839, Istanbul, Osmansko cesarstvo (zdaj Turčija)
Med vladanjem je izpeljal obširne administrativne, vojaške in davčne reforme, ki so dosegle vrh s Tanzimatskim dekretom, ki sta ga izpeljala njegova sinova  Abdulmedžid I. in Abdulaziz.  Mahmud II. se zato pogosto omenja kot »turški Peter Veliki«. Med Mahmudove reforme spada razpustitev konzervativnih janičarskih enot leta 1826, s čimer je odstranil veliko oviro za nadaljnje reforme njegovih naslednikov.  Reforme so povzročile velike politične in socialne spremembe, ki so nazadnje privedle do rojstva Turške republike. Mahmud II. je bil zadnji osmanski sultan, ki je imel pravico do izreka smrtne kazni brez sodnega procesa.
Mahmudovo vladavino so ne glede na njegove reforme zaznamovale tudi nacionalne vstaje v Srbiji in Grčiji, ki so  po nastanku neodvisne grške države povzročile znatno izgubo ozemlja. 
Sultan je bil naklonjen zahodnemu načinu življenja, zato je cesarstvo doživelo korenite spremembe v ustanovah, gradnji palač, vsakdanjem življenju, oblačenju, glasbi in drugod.

## Prihod na prestol
Mahmudova mati je bila Nakšidil Valide Sultan. Leta 1808 je njegov predhodnik in polbrat Mustafa IV. ukazal njegovo usmrtitev in usmrtitev odstavljenega sultana Selima III., da bi preprečil upor v cesarstvu. Selima so usmrtili, Mahmuda pa je mati skrila in ga po uporu in Mustafovi odstavitvi uspela posaditi na osmanski prestol. Vodja upora Alemdar Mustafa Pasha je kasneje postal Mahmudov vezir. 
Zahodni zgodovinarji Mahmudu ne pripisujejo velikih zaslug in ga štejejo preprosto za sultana, ki je vladal med propadanjem Osmanskega cesarstva.

## Vladanje
Veliki vezir je prevzel pobudo in nadaljeval reforme, ki jih je prekinil konzervativni državni udar leta 1807 in privedel na prestol Mustafo IV. Vezir je bil med državnim udarom leta 1808 ubit in Mahmud II. je za nekaj časa opustil reforme. V njihovem nadaljevanju je bil mnogo bolj uspešen.

### Vojna s Prvo savdsko državo
V prvih letih Mahmudovega vladanja je guverner Egipta Mehmed Ali Paša uspešno vodil vojno proti Prvi savdski državi in osvojil sveti mesti Medina (1812) in Meka (1813).
Abdulah bin Saud in Prva savdska država sta muslimanom iz Osmanskega cesarstva zaprla vstop v svetišča Meke in Medine. Njegovi pristaši so celo onečastili grobove Alija ibn Abi Taliba, Hasana ibn Alija in Huseina ibn Alija. Abdulah bin Saud in njegovi pristaši so bili za zločine proti svetim mestom in mošejam javno usmrčeni.

### Grška vojna za neodvisnost
Med Mahmudovim vladanjem se je zgodila prva odcepitev od Osmanskega cesarstva. Začela se je  leta 1821 z grškim uporom, kateremu sta sledila revolucija in razglasitev grške neodvisnosti. Med bitko pri Erzurumu leta 1821, ki je bila del osmansko-perzijske vojne 1821–1823, je Abas Mirza uničil mnogo močnejšo osmansko vojsko. Sledila je sklenitev Erzurumskega miru.
Leta 1827 je združena britansko-francosko-ruska flota v bitki pri Navarinu porazila osmansko floto. Osmansko cesarstvo je bilo po porazu prisiljeno s Konstantinopelskim sporazumom julija 1832 priznati grško neodvisnost. Podpis sporazuma in francoska osvojitev osmanske Alžirije leta 1830 sta označila začetek postopnega razpadanja Osmanskega cesarstva. Neturški narodi na osmanskih ozemljih, zlasti v Evropi, so začeli svoja gibanja za neodvisnost.

### Razpustitev janičarjev
Eno od najpomembnejših dejanj Mahmuda II. je bilo razpustitev janičarskega korpusa junija 1826. Dejanje je bilo skrbno načrtovano in izvedeno s pomočjo nedavno ustanovljenih enot, ki naj bi nadomestile janičarje. Med demonstracijami janičarjev zaradi napovedanih Mahmudovih reform je uničil nekdanje elitne enote Osmanskega cesarstva in porušil in požgal njihove vojašnice. Njihovo uničenje je omogočilo ustanovitev evropskim podobne naborniške vojske, sestavljene večinoma iz turško govorečih državljanov iz Rumelije in Anatolije.  Mahmud je bil zaslužen tudi  za podreditev iraških mamelukov leta 1831. Ukazal je usmrtitev slavnega tepelenskega Ali Paše. Svojega velikega vezirja je poslal v Bosno da usmrti bosanskega junaka Huseina Gradaščevića in razpusti Bosanski ejalet.

### Rusko-turška vojna
Rusko-turško vojno 1828–1829 je sprožila grška vojna za neodvisnost 1821–1829. Začela se je z zaporo Dardanel za ruske ladje in preklicem Akkermanske konvencije zaradi ruske podpore grškim vstajnikom. Vojna je bila tudi maščevanje za rusko udeležbo v bitki pri Navarinu oktobra 1827. Osmanska vojska se je prvič vojskovala brez janičarskih enot.

### Tanzimatske reforme
Mahmud se je začel leta 1839 pripravljati za tanzinatske reforme. V reforme je bila vključena tudi ustanovitev Sveta ministrov (Meclis-i Vukela). Tanzimat je pomenil začetek modernizacije Osmanskega cesarstva in je imel takojšnje učinke na družbene in zakonske vidike življenja v cesarstvu, na primer v načinu oblačenja, arhitekturi, zakonodaji, institucijah in zemljiški reformi.
Sultan se je ob tem trudil, da bi ohranil stare običaje.  Zelo se je trudil, da je oživil športno lokostrelstvo. Mojstru lokostrelstva Mustafi Kani je naročil, naj napiše knjigo o zgodovini, izdelavi in uporabi turških lokov, iz katere izhaja večina tistega, kar je danes znano kot turško lokostrelstvo.

### Smrt
Mahmud II. je umrl leta 1839 zaradi tuberkuloze. Njegovega pogreba se je udeležila velika množica ljudi. Nasledil ga je sin Abdulmedžid I. in nadaljeval začete tanzimatske reforme.

## Reforme

### Pravne reforme
Med pravne reforme spada prvi odlok (ferman), s katerimi je ukinil konfiskacijska sodišča in pašem odvzel večino njihove moči. Pred objavo odloka je vse premoženje izgnanih in na smrt obsojenih oseb zaplenila država, kar je pogosto vodilo do lažnih ovadb in zlorab. 
Z drugim odlokom je ukinil starodavno pravico guvernerjev, da so po svoji volji obsojali ljudi na takojšnjo smrt. Smrtna kazen se je od zdaj lahko izvršila šele po sodnem procesu in s podpisom sodnika. Mahmud je ustanovil Vrhovno sodišče s po enim vrhovnim vojaškim sodnikom (kazasker) v Aziji in Evropi. Zadnja instanca za presojanje pritožb in izrekanje kazni je ostal sultan. 
Približno v istem času se je tudi sam sultan postavil za zgled in se začel  redno udeleževati sej Divana ali Državnega sveta, namesto da bi se izogibal državniškim dolžnostim. Prakso izogibanja Divana je uvedel Sulejman I. Turški zgodovinarji v njej vidijo enega od vzrokov za propadanje imperija.
Mahmud II. se je lotil tudi nekaterih najhujših zlorab, povezanih z nadarbinami (vakuf), tako da je njihove prihodke začela nadzirati državna uprava, njihovega ogromnega premoženja pa se ni upal podržaviti. Omejitve uživanja alkoholnih pijač je nekoliko omilil, sam pa je bil znan po popivanjih s svojimi ministri. Proti koncu njegovega vladanja je uživanje alkoholnih pijač v višjih slojih in med političnimi osebnostmi v cesarstvu postalo nekaj običajnega.
Finančno stanje v cesarstvu je bilo težavno, zato so bili določeni družbeni sloji že dolgo obremenjeni z visokimi davki. Sultan je z odlokom 22. februarja 1834 ukinil grozljivo visoke dajatve, ki so jih državni funkcionarji v provincah nalagali svojim podložnikom. Z istim odlokom je vsako pobiranje denarja, razen v rednih polletih obrokiih, razglasil za zlorabo. 
Glavarina (harač), ki so jo morali plačevati v zameno za oprostitev od vojaške službe, je bila že dolgo časa vzrok za tiranijo in zlorabe državnih pobiralcev davkov. Odlok iz leta 1834 je ukinil stari način pobiranje glavarine. Po novem jo je lahko pobirala samo komisija, sestavljena iz sodnika, guvernerja in glavarja aktualnega okrožja. Ti in drugi odloki so zelo izboljšali finančno stanje v državi.  Sultan je z drugim nizom ukrepov poenostavil državno administracijo in ukinil veliko uradov in sinekur. Sultan sam je bil zgled treznega razuma in gospodarnosti, organiziranja lastnega gospodarstva in zatiranja brezdelnih uradnikov in plačanih uradnikov brez funkcij.

### Vojaške reforme
Mahmud II. se je učinkovito ukvarjal tudi z vojaškimi fevdi – timarji in ziameti, ki so bili ustanovljeni kot vir osmanske konjenice, vendar že dolgo niso več služili temu namenu. Mahmud II. jih je spremenil v javno dobrino, s čimer je materialno okrepil državne vire in preprečil številne korupcije. 
Eno od njegovih najodločnejših dejanj je bila odprava  dere begov, dednih fevdalcev, katerim je odvzel pravico do izbiranja njihovih naslednikov. Dere begi, ki so se kot mali knezi pojavili v skoraj vseh provincah, so bili ena od največjih zlorab osmanskega fevdalnega sistema. Zmanjšanje neupravičenih fevdalnih pravic ni minilo brez hudih in pogostih uporov. Mahmud II. je kljub temu vztrajal pri svojih načrtih, tako da je ob koncu njegovega vladanja ostal Ciper edini del cesarstva, v katerem je dovolil ohraniti dere bege. 
Eden njegovih najpomembnejših dosežkov je bila ukinitev janičarskega korpusa in ukinitev Bešiktaškega reda, ki nista minila brez uporabe vojaške sile, usmrtitev in izgonov, in ustanovitev sodobne osmanske vojske, imenovane Asakir-i Mansure-i Muhammediye (Zmagoviti Mohamedovi vojaki).
Po izgubi Grčije po porazu v bitki z združeno britansko-francosko-rusko floto pri Navarinu leta 1827 je dal Mahmud prednost obnovi osmanskega vojnega ladjevja. Leta 1828 je cesarstvo dobilo prvo vojno ladjo na parni pogon. Leta 1829 je bila zgrajena vojna ladja Mahmudija, ki je bila s 128 topovi in 1.280 vojaki dolgo časa najmočnejša na svetu. Zgrajena je bila v Cesarskem Arzenalu v Zlatem rogu v Istanbulu.

### Druge reforme
Mahmud II. je izpeljal tudi temeljite reforme v državni upravi, da bi z njimi ponovno vzpostavil avtoriteto sultana in povečal učinkovitost svojega vladanja. Razpustil je stare urade, vzpostavil nove linije odgovornosti in s povečanjem plač poskušal odpraviti podkupljivost uradnikov. Leta 1838 je ustanovil dve ustanovi za usposabljanje uradnikov. Leta 1831 je ustanovil uradni list Takvim-i Vekayi (Koledar dogodkov), prvi časopis v osmanski turščini, ki so ga morali prebrati vsi državni uslužbenci.
Pomemben del Mahmudovih reform je bilo tudi oblačenje. Uradno pokrivalo vojakov je po ukinitvi janičarjev leta 1826 postal fes, ki se je zelo razlikoval od tradicionalnih osmanskih pokrival. Podobne fese so morali začeti nositi tudi državni uradniki. Z zakonom iz leta 1829 je nameraval fes predpisati tudi za druge državljane cesarstva, kar je izzvalo velik odpor, predvsem med verniki, delavci in vojaki.
Poleg teh reform je bil kritičen tudi pri ustanavljanju in razvoju osmanskega Urada za zunanje zadeve. Mednarodno diplomacijo je gradil na temeljih, ki jih je postavil Selim III. in kot prvi leta 1836 ustanovil položaj zunanjega ministra in državnega podsekretarja. Njegov položaj je postavil zelo visoko in ga po plači izenačil z najvišjimi vojaškimi in civilnimi položaji. Leta 1833 je razširil Urad za jezike in prevode in povečal njegov pomen. Po reorganizaciji teh uradov je nadaljeval Selimove poskuse vzpostavitve sistema stalnih diplomatskih predstavništev v Evropi. Prvo stalno osmansko diplomatsko predstavništvo je bilo  ustanovljeno v Parizu leta 1834. S širjenjem predstavništev se je povečalo prenašanje idej iz zunanjega sveta, kar je imelo revolucionaren vpliv na razvoj državne uprave in osmanske družbe kot celote.

## Družina
Mahmud II. je imel šestnajst žena, s katerimi je imel dvajset sinov, med njimi 
- sultana Abdulmedžida I. (vladal 1839–1861)[19]
- sultana Abdulaziza (vladal 1861–1876)[20]

in dvajset hčera.

## Vir
- M. Çağatay Uluçay (1992). Padişahların Kadınları ve Kızları. Ankara : Türk Tarih Kurumu Basımevı. ISBN 978-9-751-60461-3.

| Mahmud II. Osmanska dinastijaRojen: 20. julij 1785 Umrl: 1. julij 1839 |                                                               |                           |
| Vladarski nazivi                                                       |                                                               |                           |
| Predhodnik: Mustafa IV.                                                | Sultan Osmanskega cesarstva 15. november 1808 – 1. julij 1839 | Naslednik: Abdulmedžid I. |
| Sunitski muslimanski nazivi                                            |                                                               |                           |
| Predhodnik: Mustafa IV.                                                | Kalif Osmanskega kalifata 15. november 1808 – 1. julij 1839   | Naslednik: Abdulmedžid I. |